# Moussa Sissoko
Pour les articles homonymes, voir Sissoko.
Ne doit pas être confondu avec Moussa Sissako.
Moussa Sissoko (né le 16 août 1989 au Blanc-Mesnil, en Seine-Saint-Denis)  est un footballeur international français. Il évolue actuellement au poste de milieu de terrain à Watford FC.
Moussa Sissoko est formé au Toulouse FC où il passe onze année et fait ses débuts en professionnel avant de rejoindre la Premier League avec Newcastle United puis Tottenham Hotspur avec qui il termine vice-champion d'Angleterre en 2017 et joue une finale de Ligue des champions en 2019 mais s'incline contre Liverpool. Après cinq années dans le club londonien, il rejoint le Watford FC avant de retrouver la Ligue 1 avec le FC Nantes puis revenir.
Il compte 71 sélections en équipe de France pour deux buts entre 2009 et 2021 avec qui il est finaliste de l'Euro 2016 et joue la Coupe du monde 2014 ainsi que l'Euro 2020. 

## Biographie
Né de parents maliens, il est l'aîné d'une fratrie dont il est le seul garçon. La famille vit à la cité de la Rose des Vents à Aulnay-sous-Bois, en Seine-Saint-Denis. Moussa Sissoko fait ses tout débuts dans le football dans cette commune, à l'Espérance aulnaysienne. Il rejoint ensuite le Red Star, puis en 2002, à l'âge de 13 ans, le centre de formation du Toulouse FC. Sélectionné avec l'équipe de la Ligue de Midi-Pyrénées en 2004, il dispute la Coupe nationale des 14 ans à Clairefontaine. Sélectionné régulièrement en équipe de France dans chaque catégorie d’âges, il passe son premier contrat professionnel en décembre 2006 avec le TFC, quelques semaines après avoir rejoint l'équipe réserve en CFA.

### Carrière en club

#### Toulouse FC (2007-2013)
Moussa Sissoko rejoint l'équipe professionnelle du TFC en juin 2007 à l'âge de 17 ans et commence à se faire connaitre du grand public lors de quatre matchs de préparation du Toulouse Football Club en juillet 2007 (face à une sélection régionale, le SC Sète, le Rodez AF et l'Olympique de Marseille) où il impressionne les spectateurs présents.
Il fait ses débuts en Ligue 1 le 3 août 2007 au Valenciennes FC où il rentre à la 66e minute à la place de Fabinho, portant son nouveau maillot 22 du « Téfécé ». Le match suivant, il est titulaire lors d'une victoire un but à zéro contre l'Olympique lyonnais. Le 15 août 2007, il débute en  Ligue des champions face à Liverpool. Il marque son premier but officiel le 1er septembre 2007, au Stadium de Toulouse, face à l'AJ Auxerre (victoire 2-0). Son but face au FCE Schirrhein en coupe de France le 24 janvier 2009 lui permet de connaître une fin de saison très remarquée.
Grand espoir du Toulouse FC, Moussa Sissoko est appelé par l'ancien entraîneur toulousain, Erick Mombaerts en sélection espoirs de l'équipe de France en septembre 2008.
Le 3 août 2009, après sa saison avec le Toulouse FC, Raymond Domenech le convoque dans le groupe qui affronte les Îles Féroé dans le cadre des éliminatoires de la Coupe du monde 2010. Il n'entre pas en jeu lors de la victoire un but à zéro de l'équipe de France (but de son coéquipier André-Pierre Gignac), mais marque de retour au club contre l'AS Saint-Étienne. Il honore finalement sa première sélection en équipe de France au Stade du Roudourou à Guingamp le 10 octobre 2009, lors du match contre les Iles Féroé, en entrant à la 62e minute de jeu.
Le 6 février 2011, lors de la 22e journée de Ligue 1, il marque le premier doublé de sa carrière face à l'AS Monaco lors d'une victoire deux buts à zéro en donnant la victoire à ses partenaires.
En 2017, à l'occasion des 80 ans du Toulouse FC, il est élu dans l'équipe de légende toulousaine sur le site internet du club.

#### Newcastle United (2013-2016)
Le 24 janvier 2013, Moussa Sissoko signe à Newcastle United pour une indemnité de transfert de 2,5 millions d'euros. Le 29 janvier suivant, il est titulaire pour son premier match l'opposant à Aston Villa. Le samedi 2 février, pour son deuxième match, Moussa Sissoko inscrit un doublé lors de la victoire de Newcastle contre Chelsea trois buts à deux, recevant une ovation de la part des supporters de St James Park lors de sa sortie. Le 24 février 2013, Newcastle est mené un à zéro face à Southampton FC. À la 33e minute, Moussa Sissoko inscrit un but qui permet à Newcastle d'égaliser. Les magpies l'emportent finalement quatre buts à deux.
Ces bonnes performances lui valent d'être courtisé par les grands clubs d'Europe comme Arsenal. Cependant, il exprime son envie de rester à Newcastle où il est devenu un titulaire indiscutable. Il prend part à trente-huit matchs (dont deux en tant que capitaine)  lors de sa première saison complète au club qui termine à la 10e place. Le 1er mars 2014, il inscrit un nouveau doublé lors d'un match à l'extérieur contre Hull City quatre buts à un.
Il fait une nouvelle saison pleine la saison suivante mais le club est maintenu lors des dernières journée de championnat, en terminant à la 15e place.
La saison 2015-2016 est plus dramatique, s'il continue à être un joueur important du collectif et un titulaire indiscutable, le club va mal et termine la saison à la 18e place, se retrouvant relégué en seconde division anglaise. Capitaine lors du dernier match, face à son futur club Tottenham Hotspur (alors troisième du championnat) il prend part à la victoire ubuesque de son équipe 5 buts à 1 au St James' Park, en offrant tout d'abord la balle de deux à zéro à Aleksandar Mitrović, puis en provoquant le penalty transformé par Georginio Wijnaldum à la 73e minute (3-1).
En trois années passés à Newcastle, il totalise 133 matchs, 19 passes décisives, 12 buts et 9 capitanats.

#### Tottenham Hotspur (2016-2021)
Annoncé du côté d'Everton, Moussa Sissoko s'engage finalement pour le club anglais de Tottenham le 31 août 2016 pour 5 ans. Le club l'arrache lors du dernier jour du mercato en signant un chèque de 35 millions d'euros. Mais après quelques mois, l'international tricolore n'a pas répondu totalement aux attentes de son nouveau coach. "Sissoko doit travailler davantage et me montrer à l'avenir qu'il mérite d'être dans l'équipe", a lâché Mauricio Pochettino.
Lors de la 18e journée de Premier League par un déplacement à Southampton. Moussa Sissoko n'est pas certain de faire partie du onze de départ mais signe encourageant, il a participé aux quatre dernières rencontres de championnat (une titularisation et trois entrées en jeu), distillant au passage ses deux premières passes décisives face à Swansea et à Burnley et réalisant sa meilleure performance de la saison face à Hull (3-0). Il ne s'est pas non plus aidé en assénant un coup de coude à un joueur de Bournemouth le 22 octobre, puni par trois matches de suspension. Il a ainsi raté le derby face à Arsenal et Pochettino l'a laissé à la maison lors du choc face à Chelsea. Incontournable à Newcastle où il portait le brassard de capitaine, il doit désormais se faire une place au sein d'un effectif très fourni (Alli, Dembélé, Eriksen, Wanyama, Son Heung-min et Lamela),.
Le 30 septembre 2017, Moussa Sissoko marque son premier but pour Tottenham en championnat face à Huddersfield (0-4). Le 25 octobre, il inscrit le deuxième lors d'un match de League Cup perdu contre West Ham trois buts à deux.
Cependant au début de la saison 2018-2019, il reprend une place de titulaire et est nommé pour le titre du joueur du mois de Novembre en Premier League. Titularisé par Mauricio Pochettino lors de la victoire des Spurs face à Manchester City en quart de finale de Ligue des Champions un but à zéro, Moussa Sissoko a brillé et conquis l’ensemble du Tottenham Hotspur Stadium. Longtemps critiqué, l’international français l’a fait savoir dans des propos rapportés par L'Équipe. « C’est une très bonne saison pour moi, surtout après mes deux premières saisons ici qui ont été très compliquées. Pour moi, tout avait été compliqué jusque-là, et avec les fans non plus, ce n’était pas facile. Lorsque les choses ont commencé à changer, j’étais vraiment content. Qualifié pour finale de la Ligue des champions, il provoque une main et concéde l'ouverture du score sur penalty après deux minutes de jeu. Le milieu de terrain français était en train de faire un signe du doigt à sa défense, pour replacer ses hommes. Son bras était donc entièrement décollé du corps. Mais le ballon commence par rebondir sur sa poitrine avant de toucher le bras. Au terme d'une finale peu spectaculaire, Liverpool remporte la Ligue des champions (0-2).
Au début de la saison 2019-2020, Moussa Sissoko confirme sa très bonne saison passée en distribuant une passe décisive à Harry Kane lors de la victoire contre Aston Villa (3-1) à l'occasion de la première journée de Premier League. En novembre, à la suite des mauvais résultats du club, Mauricio Pochettino est limogé et José Mourinho est nommé à sa place. Pour le premier match sous les ordres du technicien portugais, Sissoko dispute son 100e match en Premier League avec les Spurs face à West Ham (victoire 2-3). Il marque son premier but depuis deux ans avec Tottenham contre Bournemouth (victoire 3-2) en reprenant un centre de Son Heung-min d'une reprise acrobatique. Il marque de nouveau quelques jours plus tard lors de l'écrasante victoire des Spurs contre Burnley cinq buts à zéro.

#### Watford FC et FC Nantes (depuis 2021)
Le 27 août 2021, l'international français signe pour deux saisons avec le Watford FC mais quitte le club début juillet 2022 après une dix-neuvième place et une relégation en deuxième division anglaise.
Le 1er juillet 2022, il fait son retour en France au FC Nantes pour deux saisons le liant donc au club jusqu'en juin 2024.
En fin de contrat avec le FC Nantes en juillet 2024, le joueur décide de retourner en Angleterre dans un club qu'il connaît bien, le Watford FC en Championship.

### Équipe de France (2009-2021)

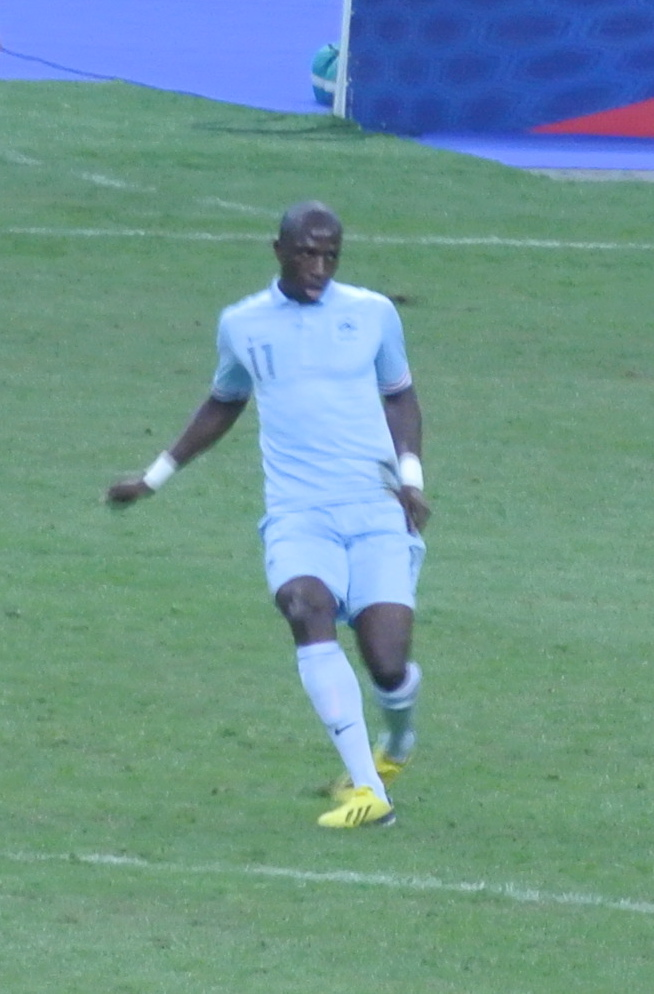
Moussa Sissoko, en équipe de France, le 22 mars 2013

Moussa Sissoko porte pour la première fois le maillot Bleu avec Raymond Domenech en 2009 alors qu'il est très bon au TFC. Cependant, il ne figure pas dans la liste des joueurs de l'équipe de France de football à la Coupe du monde 2010.
Il n'est pas non plus sélectionné par Laurent Blanc pour disputer l'Euro 2012. Le 4 octobre 2012, Moussa Sissoko est convoqué en équipe de France par Didier Deschamps plus de deux ans après sa dernière sélection en août 2010 contre la Norvège.
Didier Deschamps le sélectionne pour jouer la Coupe du monde 2014, sa première compéition internationale. Il marque son premier but avec l'équipe de France, en inscrivant le cinquième but lors du match de groupe contre la Suisse (2-5).
Il fait partie de la liste des 23 joueurs français sélectionnés pour disputer l'Euro 2016. Remplaçant au début de la compétition, il trouve une place de titulaire à la suite de la suspension de N'Golo Kanté lors des quarts de finale et réussit à garder sa place jusqu'en finale: positionné milieu latéral droit, il est l'auteur de 5 tirs, dont 3 cadrés (réalisant ainsi la quasi-moitié des tirs cadrés de l'équipe de France ce soir là) parfois sur de très longues distances ; deuxième joueur français à avoir pris part au plus grand nombre de duels (17, derrière Paul Pogba, 18), il est celui qui en a remporté le plus (13) ; il est également celui qui aura tenté le plus grand nombre de dribbles (9) et qui en aura réussi le plus (7). Malgré cela, l'équipe de France s'incline 1-0 en prolongations, à la suite d'un but d'Éder, et Moussa Sissoko est remplacé par Anthony Martial à la 110e minute.
Il ne fait cependant pas partie de la liste des 24 joueurs appelés par Didier Deschamps pour affronter le Luxembourg et l'Espagne (25 et 28 mars 2017). Il est pénalisé par son faible temps de jeu avec Tottenham. Cependant il revient en équipe de France quelques mois plus tard pour affronter le Paraguay (2 juin 2017) où il marqua son deuxième but en Bleu et pour le match de qualifications à la Coupe du monde de football 2018 face à la Suède le 9 juin 2017, où il connaît sa dernière titularisation. Remplaçant lors du match de qualifications contre la Biélorussie, le 10 octobre 2017, où il connaît sa dernière sélection, il passe les matchs amicaux contre le Pays de Galles (10 novembre) et l'Allemagne (14 novembre) sur le banc.
Il ne fait pas partie de la liste des 23 joueurs sélectionnés par Didier Deschamps pour participer à la Coupe du monde de football 2018 (que la France remportera). Il obtient cependant le statut de réserviste, qui lui aurait permis de prendre part à la compétition, si et seulement si la blessure d'un autre joueur entraînait son forfait.
Le 12 novembre 2018, il est rappelé par Didier Deschamps en remplacement de Paul Pogba, forfait, avant les deux matchs contre les Pays-Bas et contre l'Uruguay (16 et 20 novembre). Il fait son entrée à la 65e minute lors du match contre les Pays-Bas et concède le pénalty, transformé d'une panenka par Memphis Depay lors des arrêts de jeu de la rencontre, remportée deux buts à zéro par les Oranjes.
Le 18 mai 2021, il est sélectionné par Didier Deschamps dans les rangs des 26 joueurs de l'équipe de France appelés à disputer l’Euro 2020. Favori au titre final, la France est sortie en huitième de finale après sa défaite aux tirs au but face à la Suisse.

## Statistiques

### En club
| Saison                | Club                  | Championnat           | Championnat | Championnat | Championnat | Coupe nationale | Coupe nationale | Coupe nationale | Coupe de la Ligue | Coupe de la Ligue | Coupe de la Ligue | Supercoupe | Supercoupe | Supercoupe | Compétition(s) continentale(s) | Compétition(s) continentale(s) | Compétition(s) continentale(s) | Compétition(s) continentale(s) | Total | Total | Total |
| Saison                | Club                  | Division              | M.          | B.          | P.d.        | M.              | B.              | P.d.            | M.                | B.                | P.d.              | M.         | B.         | P.d.       | Comp.                          | M.                             | B.                             | P.d.                           | M.    | B.    | P.d.  |
| 2008-2009             | Toulouse FC           | Ligue 1               | 30          | 1           | 0           | 1               | 1               | 0               | 1                 | 0                 | 0                 | -          | -          | -          | C1+C3                          | 2+2                            | 0                              | 0                              | 36    | 2     | 0     |
| 2008-2009             | Toulouse FC           | Ligue 1               | 35          | 4           | 1           | 4               | 1               | 0               | 1                 | 0                 | 0                 | -          | -          | -          | -                              | -                              | -                              | -                              | 40    | 5     | 1     |
| 2009-2010             | Toulouse FC           | Ligue 1               | 37          | 7           | 1           | 1               | 0               | 0               | 2                 | 0                 | 0                 | -          | -          | -          | C3                             | 7                              | 1                              | 0                              | 47    | 8     | 1     |
| 2010-2011             | Toulouse FC           | Ligue 1               | 36          | 5           | 1           | 1               | 0               | 0               | 1                 | 1                 | 0                 | -          | -          | -          | -                              | -                              | -                              | -                              | 38    | 6     | 1     |
| 2011-2012             | Toulouse FC           | Ligue 1               | 35          | 2           | 2           | 1               | 0               | 0               | 1                 | 0                 | 0                 | -          | -          | -          | -                              | -                              | -                              | -                              | 37    | 2     | 2     |
| 2012-2013             | Toulouse FC           | Ligue 1               | 19          | 1           | 1           | 1               | 0               | 0               | 2                 | 0                 | 0                 | -          | -          | -          | -                              | -                              | -                              | -                              | 22    | 1     | 1     |
| Sous-total            | Sous-total            | Sous-total            | 192         | 20          | 6           | 9               | 2               | 0               | 8                 | 1                 | 0                 | -          | -          | -          | -                              | 11                             | 1                              | 0                              | 220   | 24    | 6     |
| 2012-2013             | Newcastle United      | Premier League        | 12          | 3           | 2           | -               | -               | -               | -                 | -                 | -                 | -          | -          | -          | C3                             | 6                              | 0                              | 0                              | 18    | 3     | 2     |
| 2013-2014             | Newcastle United      | Premier League        | 35          | 3           | 6           | 1               | 0               | 0               | 2                 | 0                 | 0                 | -          | -          | -          | -                              | -                              | -                              | -                              | 38    | 3     | 6     |
| 2014-2015             | Newcastle United      | Premier League        | 34          | 4           | 2           | -               | -               | -               | 4                 | 1                 | 0                 | -          | -          | -          | -                              | -                              | -                              | -                              | 38    | 5     | 2     |
| 2015-2016             | Newcastle United      | Premier League        | 37          | 1           | 7           | 1               | 0               | 0               | 1                 | 0                 | 0                 | -          | -          | -          | -                              | -                              | -                              | -                              | 39    | 1     | 7     |
| Sous-total            | Sous-total            | Sous-total            | 118         | 11          | 17          | 2               | 0               | 0               | 7                 | 1                 | 0                 | -          | -          | -          | -                              | 6                              | 0                              | 0                              | 133   | 12    | 17    |
| 2016-2017             | Tottenham Hotspur     | Premier League        | 25          | 0           | 2           | 4               | 0               | 1               | -                 | -                 | -                 | -          | -          | -          | C1+C3                          | 4+1                            | 0                              | 0                              | 34    | 0     | 3     |
| 2017-2018             | Tottenham Hotspur     | Premier League        | 33          | 1           | 1           | 6               | 0               | 3               | 2                 | 1                 | 0                 | -          | -          | -          | C1                             | 6                              | 0                              | 1                              | 47    | 2     | 5     |
| 2018-2019             | Tottenham Hotspur     | Premier League        | 29          | 0           | 3           | -               | -               | -               | 5                 | 0                 | 0                 | -          | -          | -          | C1                             | 10                             | 0                              | 1                              | 44    | 0     | 4     |
| 2019-2020             | Tottenham Hotspur     | Premier League        | 29          | 2           | 1           | -               | -               | -               | -                 | -                 | -                 | -          | -          | -          | C1                             | 6                              | 0                              | 1                              | 35    | 2     | 2     |
| 2020-2021             | Tottenham Hotspur     | Premier League        | 25          | 0           | 0           | 3               | 0               | 0               | 4                 | 1                 | 1                 | -          | -          | -          | C3                             | 10                             | 0                              | 0                              | 42    | 1     | 1     |
| Sous-total            | Sous-total            | Sous-total            | 141         | 3           | 7           | 13              | 0               | 4               | 11                | 2                 | 1                 | -          | -          | -          | -                              | 37                             | 0                              | 3                              | 202   | 5     | 15    |
| 2021-2022             | Watford FC            | Premier League        | 36          | 2           | 0           | 1               | 0               | 0               | 1                 | 0                 | 0                 | -          | -          | -          | -                              | -                              | -                              | -                              | 38    | 2     | 0     |
| 2022-2023             | FC Nantes             | Ligue 1               | 31          | 2           | 0           | 5               | 0               | 0               | -                 | -                 | -                 | 1          | 0          | 0          | C3                             | 7                              | 0                              | 0                              | 44    | 2     | 0     |
| 2023-2024             | FC Nantes             | Ligue 1               | 26          | 0           | 0           | 2               | 0               | 0               | -                 | -                 | -                 | -          | -          | -          | -                              | -                              | -                              | -                              | 28    | 0     | 0     |
| Sous-total            | Sous-total            | Sous-total            | 57          | 2           | 0           | 7               | 0               | 0               | -                 | -                 | -                 | 1          | 0          | 0          | -                              | 7                              | 0                              | 0                              | 72    | 2     | 0     |
| 2024-2025             | Watford FC            | Championship          | 40          | 6           | 1           | -               | -               | -               | -                 | -                 | -                 | -          | -          | -          | -                              | -                              | -                              | -                              | 40    | 6     | 1     |
| Total sur la carrière | Total sur la carrière | Total sur la carrière | 584         | 44          | 31          | 32              | 2               | 4               | 27                | 4                 | 1                 | 1          | 0          | 0          | -                              | 61                             | 1                              | 2                              | 705   | 51    | 38    |

### En sélection nationale
| Saison                | Sélection             | Phases finales        | Phases finales | Phases finales | Phases finales | Éliminatoires | Éliminatoires | Éliminatoires | Ligue Nations | Ligue Nations | Ligue Nations | Matchs amicaux | Matchs amicaux | Matchs amicaux | Total | Total | Total |
| Saison                | Sélection             | Compétition           | M              | B              | Pd             | M             | B             | Pd            | M             | B             | Pd            | M              | B              | Pd             | M     | B     | Pd    |
| --------------------- | --------------------- | --------------------- | -------------- | -------------- | -------------- | ------------- | ------------- | ------------- | ------------- | ------------- | ------------- | -------------- | -------------- | -------------- | ----- | ----- | ----- |
| 2009-2010             | France                | -                     | -              | -              | -              | 2             | 0             | 0             | -             | -             | -             | -              | -              | -              | 2     | 0     | 0     |
| 2010-2011             | France                | -                     | -              | -              | -              | -             | -             | -             | -             | -             | -             | 1              | 0              | 0              | 1     | 0     | 0     |
| 2012-2013             | France                | -                     | -              | -              | -              | 3             | 0             | 0             | -             | -             | -             | 3              | 0              | 1              | 6     | 0     | 1     |
| 2013-2014             | France                | Coupe du monde 2022   | 4              | 1              | 0              | 3             | 0             | 0             | -             | -             | -             | 5              | 0              | 1              | 12    | 1     | 1     |
| 2014-2015             | France                | -                     | -              | -              | -              | -             | -             | -             | -             | -             | -             | 8              | 0              | 1              | 8     | 0     | 1     |
| 2015-2016             | France                | Euro 2016             | 6              | 0              | 0              | -             | -             | -             | -             | -             | -             | 9              | 0              | 0              | 15    | 0     | 0     |
| 2016-2017             | France                | -                     | -              | -              | -              | 5             | 0             | 1             | -             | -             | -             | 3              | 1              | 0              | 8     | 1     | 1     |
| 2017-2018             | France                | -                     | -              | -              | -              | 1             | 0             | 0             | -             | -             | -             | -              | -              | -              | 1     | 0     | 0     |
| 2018-2019             | France                | -                     | -              | -              | -              | 3             | 0             | 0             | 1             | 0             | 0             | 1              | 0              | 0              | 5     | 0     | 0     |
| 2019-2020             | France                | -                     | -              | -              | -              | 4             | 0             | 0             | -             | -             | -             | -              | -              | -              | 4     | 0     | 0     |
| 2020-2021             | France                | Euro 2020             | 2              | 0              | 0              | 2             | 0             | 0             | 2             | 0             | 0             | 3              | 0              | 0              | 9     | 0     | 0     |
| Total sur la carrière | Total sur la carrière | Total sur la carrière | 12             | 1              | 0              | 23            | 0             | 1             | 3             | 0             | 0             | 33             | 1              | 3              | 71    | 2     | 4     |

### Buts internationaux
| 0  | Date         | Lieu                         | Compétition         | Résultat | Adversaire |
| -- | ------------ | ---------------------------- | ------------------- | -------- | ---------- |
| 1. | 20 juin 2014 | Fonte Nova, Salvador, Brésil | Coupe du monde 2014 | 2-5      | Suisse     |
| 2. | 2 juin 2017  | Roazhon Park, Rennes, France | Match amical        | 5-0      | Paraguay   |

## Palmarès

### Palmarès collectif
| Tottenham Hotspur | FC Nantes                                                                                 | France (2)                       |
| --- | ----------------------------------------------------------------------------------------- | -------------------------------- |
| - Ligue des champions : - Finaliste : 2019. - Championnat d'Angleterre : - Vice-champion : 2017. - Coupe de la Ligue : - Finaliste : 2021. | - Coupe de France : - Finaliste : 2023. - Trophée des champions (3) : - Finaliste : 2022. | - Euro (1) : - Finaliste : 2016. |

### Distinctions personnelles
- Élu joueur de la saison 2018-2019 par d'anciennes gloires du club de Tottenham[27].
- Membre de l'équipe type de la Ligue des Champions en 2019[28].

## Vie privée
Moussa Sissoko a un premier enfant qui s’appelle Kaïs Sissoko. Il partage sa vie aujourd’hui avec Marylou Sidibé, candidate de la saison 12 de Koh-Lanta depuis 2014. Le couple accueille son premier enfant, une fille prénommée Maliya, le 24 septembre 2018 et un deuxième enfant, un garçon prénommé Madi en septembre 2022.

## Soutien politique
Il annonce son soutien à Emmanuel Macron lors de l'élection présidentielle française de 2017.